# Köprülü Ahmed

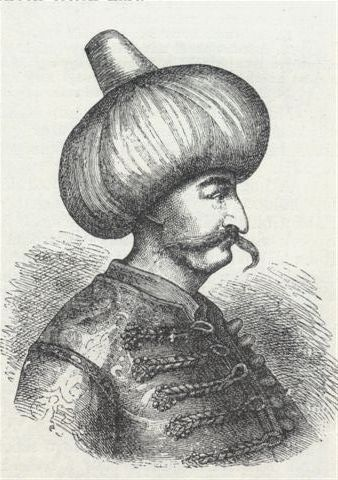
Képe az 1898-as kiadású Magyarország vármegyéi városai: Vasvármegye c. könyvből

Köprülü Ahmed törökül Köprülü Fazıl Ahmed, horvátosan Ahmed Ćuprilić (1635 k. – Konstantinápoly 1676. október 19.) albán származású oszmán nagyvezír.  Az ő és apja, Köprülü Mehmed nevéhez köthető az Oszmán Birodalom lassú hanyatlásának ideiglenes megállítása.

## Élete

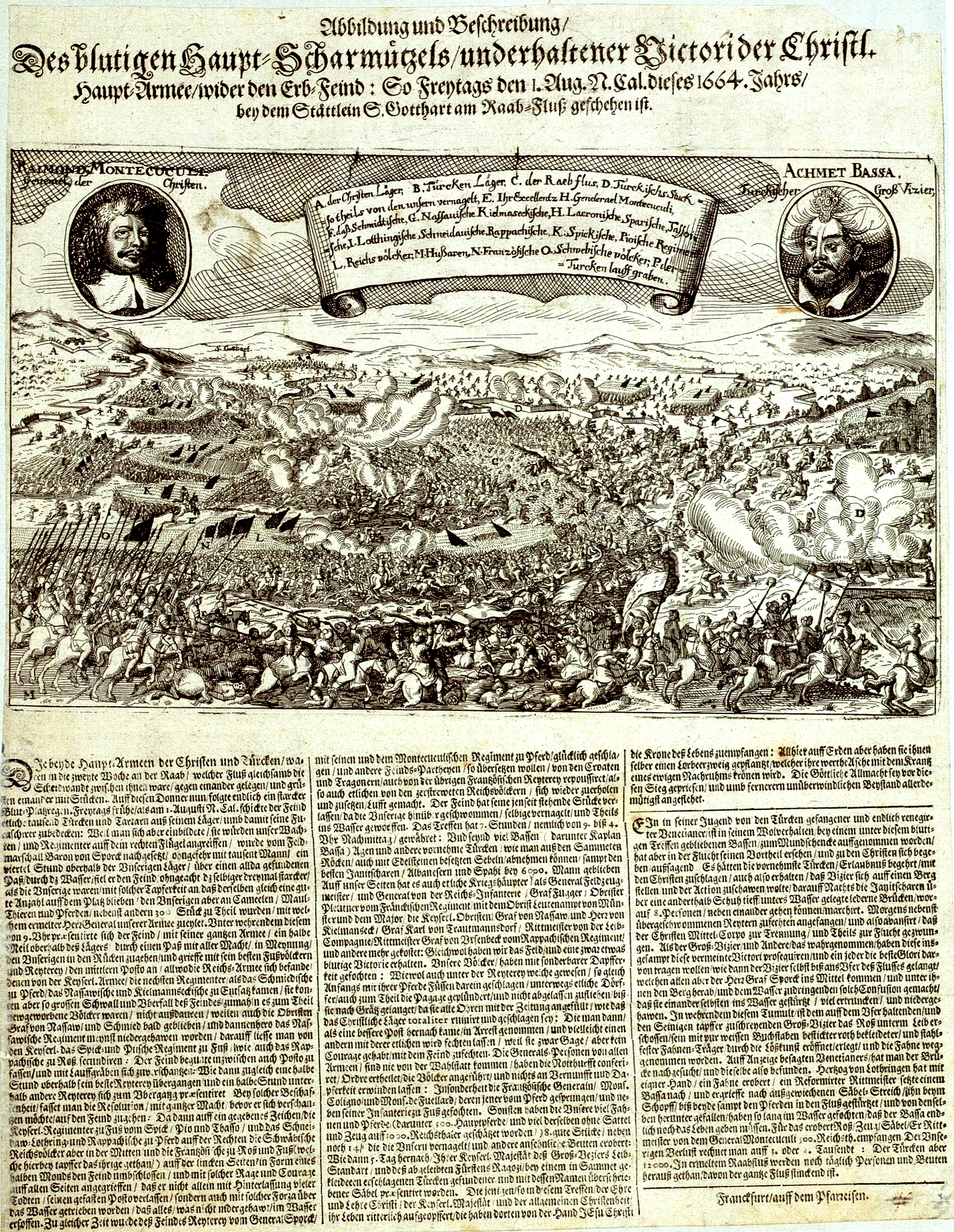
Egykorú német tudósítás a szentgotthárdi csatáról.A kép két felső sarkában Montecuccoli és Köprülü

Apja helyét 1661-ben vette át és egy ideig az oszmán hadakat irányította a kandiai háborúban (1648–69) a velenceiek ellen. Kivételesen tehetséges és kemény politikus volt. Neki, akárcsak elődeinek célja Bécs elfoglalása, Nagy Szulejmán álma, de tudta, hogy új módszerekre van szükség. Terve szerint, előbb meghódítja a Királyi Magyarországot, Horvátországot, Morvaországot és Sziléziát, gyűrűt vonva ezzel a császárváros köré, mert világosan látta, hogy életveszélyes egyből Bécs falainak vezetni a török sereget.
1663-ban elinduló újabb Habsburg–török háború keretében, 1664-ben kb. 60 ezer főnyi seregével vonult a Kanizsát ostromló keresztény sereg ellen. Zrínyi Miklós visszavonult előle, s nem sokkal később, június 30-án a nagyvezír elfoglalta Zrínyiújvárt. A vár felmentését Raimondo Montecuccoli császári generális végre se tudta hajtani a seregében levő káosz és elégtelen létszám miatt.
Köprülü serege mintegy másfélszázezer fősre növekedett, de komoly utánpótlási gondokkal küszködött. Bár parancsa volt rá, hogy Bécset meghódítsa, de mindenekelőtt Magyarországot és néhány osztrák tartományt kívánt elfoglalni. A Rába vonalának vette az irányt, hogy a fontos átjárót megszerezze. Vele szemben a Montecuccoli által vezetett, az oszmánoknál kb. hatszor kisebb erejű osztrák-német-francia hadak és horvát segédcsapatok Szentgotthárdnál vívtak csatát augusztus 1-jén. A keresztények nyílt csatában legyőzték a Rábán átkelni próbáló törököket. Egyfelől szerencséjük is volt, mert Köprülü egy helyen próbálta megtenni az átkelést, de a döntő ütközetet 2-án akarta megvívni. A csatában mintegy 20 000 emberét vesztette el, seregének harci morálja megtört. Köprülü jól tudta, milyen veszélyekkel jár az azonnali visszavonulás, ezért egy napig még a csatatéren maradt, és megszervezte a rendezett visszavonulást. A keresztény sereg a folyó áradása és különféle anyagi hiányosságok miatt nem tudott átkelni a Rábán, hogy üldözhesse.
Mivel a Habsburg Birodalom nem a török kiűzésével, hanem a francia vetélytársakkal törődött, csakhamar engedékeny békét kötött Vasváron. A szultán a vereség ellenére megtarthatta a háborúban megszerzett területeket.
1669-ben a kandiai háborút is lezárták Velencével. Közben Ukrajnában, az ottani kozákság, Petro Dorosenko hetman vezetésével felkínálta az ország feletti uralmat IV. Mehmed szultánnak, amennyiben kiűzi onnan az oroszokat és a lengyeleket. A nagyvezír, és a szultán a krími tatárokkal és a román vajdákkal közösen óriási létszámú sereggel indultak Ukrajna meghódítására, 1672-ben. Csatlakoztak a kozákok is, és bevették a török-lengyel határ fő védelmezőjét Kamienec-Podolski várát, s alávetették Podolét és Délnyugat-Ukrajnát. E hadjáratban vett részt a nagyvezír oldalán kajmakámként Kara Musztafa pasa, majdani utódja, aki később, 1683-ban Bécs alatt irányította a vesztes oszmán hadakat.
A lengyelek azonban visszaszerezték az elvett területeket és Sobieski János legyőzte a törököket a chocimi csatában (1673). Ezekben a hadjáratokban Köprülü Ahmed már nem vett részt, és a lengyel–török háború után meghalt.
Határozott politikájával ideiglenesen megállította a birodalom hanyatlását, amely azonban halála után tovább folytatódott. Testvére, Musztafa pasa későbbi nagyvezír a szalánkeméni csatában esett el, 1691-ben.

## Lásd még
- Köprülü család